# Lieve Vrouwekerkhof (Amersfoort)
Het Lieve Vrouwekerkhof, ook wel het Lieve Vrouweplein genoemd, is een plein in de Nederlandse stad Amersfoort. Het plein ligt op de plaats van de voormalige Onze-Lieve-Vrouwekerk en het omliggende kerkhof. Het Lieve Vrouwekerkhof ligt in het westen van het centrum en wordt aan de westkant begrensd door de Krankeledenstraat en aan de oostkant door de Lieve Vrouwestraat.

## Geschiedenis
In de loop van de 14e en 15e eeuw wordt er gesproken over een drietal kapellen in de omgeving van het huidige Lieve Vrouwekerkhof:
- De Onze-Lieve-Vrouwekapel stond op de plaats van het plein en wordt gedateerd in de eerste helft van de 14e eeuw.
- De Sint-Joostenkapel is mogelijk een houten voorganger van de Onze-Lieve-Vrouwekapel. Ook is het mogelijk dat het hier gaat om dezelfde kapel, die eerst alleen gewijd was aan Sint-Joost en in een latere periode daarnaast ook aan Maria.
- Halverwege de 14e eeuw wordt gesproken over de Sint-Sebastiaankapel en een bijbehorend kerkhof. De  exacte locatie is niet bewaard gebleven.

Het in 1444 gevonden Mariabeeldje, dat is verbonden met het Mirakel van Amersfoort, werd ondergebracht in de Onze-Lieve-Vrouwekapel. Deze kapel werd vervolgens uitgebreid tot een kerk. Uit archeologische opgravingen is gebleken dat de kapel het koor van de nieuwe Onze-Lieve-Vrouwekerk vormde. Naast de kerk werd de Onze-Lieve-Vrouwetoren gebouwd. In 1579 kwam de kerk in handen van de gereformeerden en later werd hij onder andere gebruikt als opslagplaats voor munitie. In 1787 is de Onze-Lieve-Vrouwekerk ingestort als gevolg van een explosie en in 1845 zijn de laatste resten opgeruimd. In 1986 en 1987 vond archeologisch onderzoek plaats naar de fundamenten van de Onze-Lieve-Vrouwekerk. De plaats van deze fundering is daarna gemarkeerd in de bestrating van het Lieve Vrouweplein.

## Gebouwen aan het plein
Naast de Onze-Lieve-Vrouwetoren en de fundamenten van de Onze-Lieve-Vrouwekerk zijn er nog een twee rijksmonumenten aan het Lieve Vrouwekerkhof, beiden met de zijgevel aan het plein:
- Het Kapelhuis (Krankenledenstraat 11), een laat-gotisch pand van rond 1500. Het Onze-Lieve-Vrouwebroederschap, dat het beheer had over de kerk, vergaderde hier. Het pand is in 1905 en 1940 gerestaureerd.[3]
- Het pakhuis De Klok (Lieve Vrouwestraat 20), een pand van rond 1615 in Hollandse renaissancestijl, met trapgevel en vensterbogen met metselmozaïek gevuld. Dit pand is gerestaureerd in 1919.[4]

In verschillende panden aan het Lieve Vrouwekerkhof bevinden zich tegenwoordig horecagelegenheden met terrassen op het plein, waaronder Theater Film Café De Lieve Vrouw. Op de hoek van het plein en de Breestraat is VVV Amersfoort gevestigd. Een keer per maand, meestal op de eerste zaterdag, is op het plein een snuffelmarkt.

## Fotogalerij

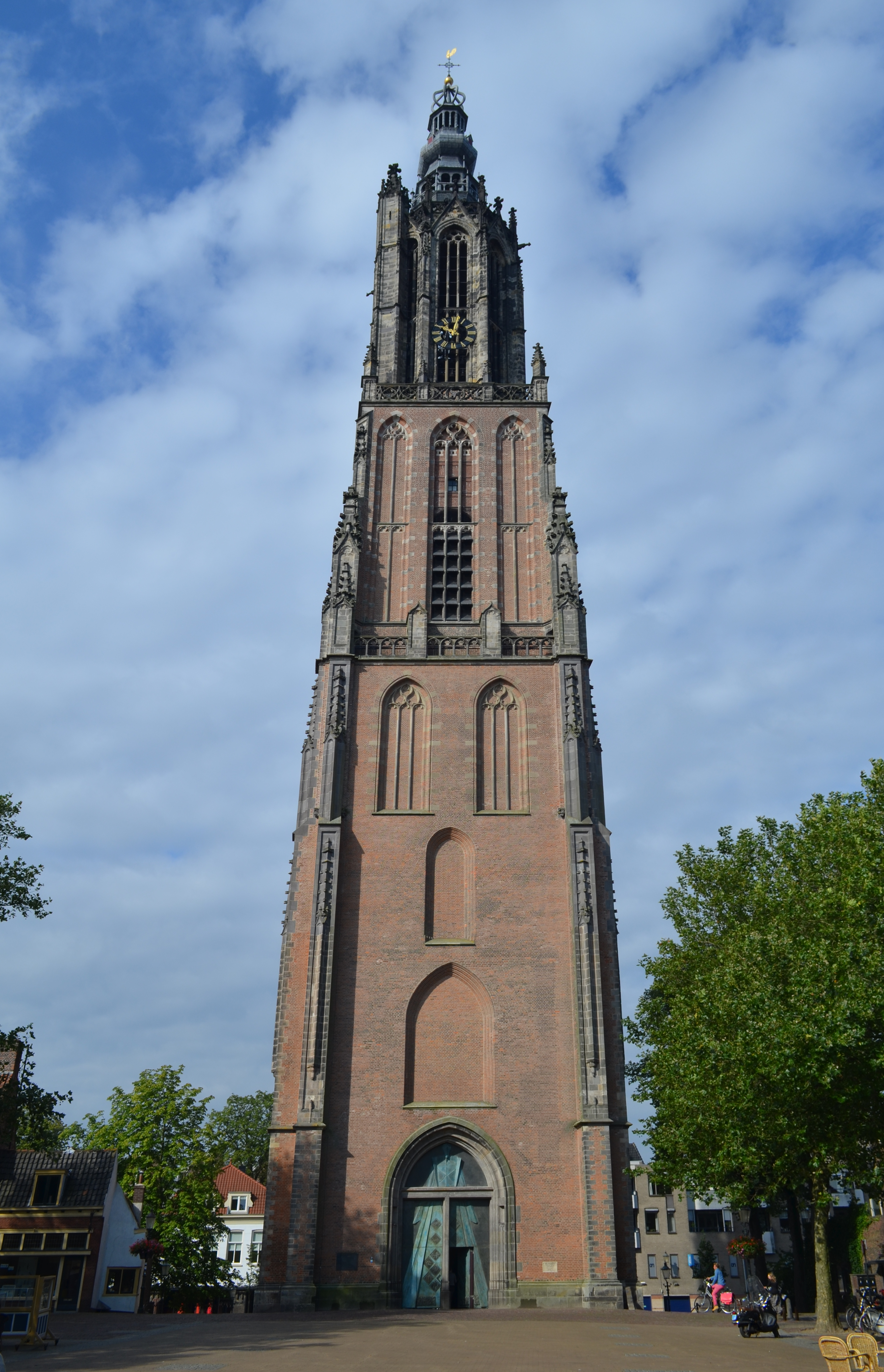
Onze-Lieve-Vrouwetoren (rijksmonument)
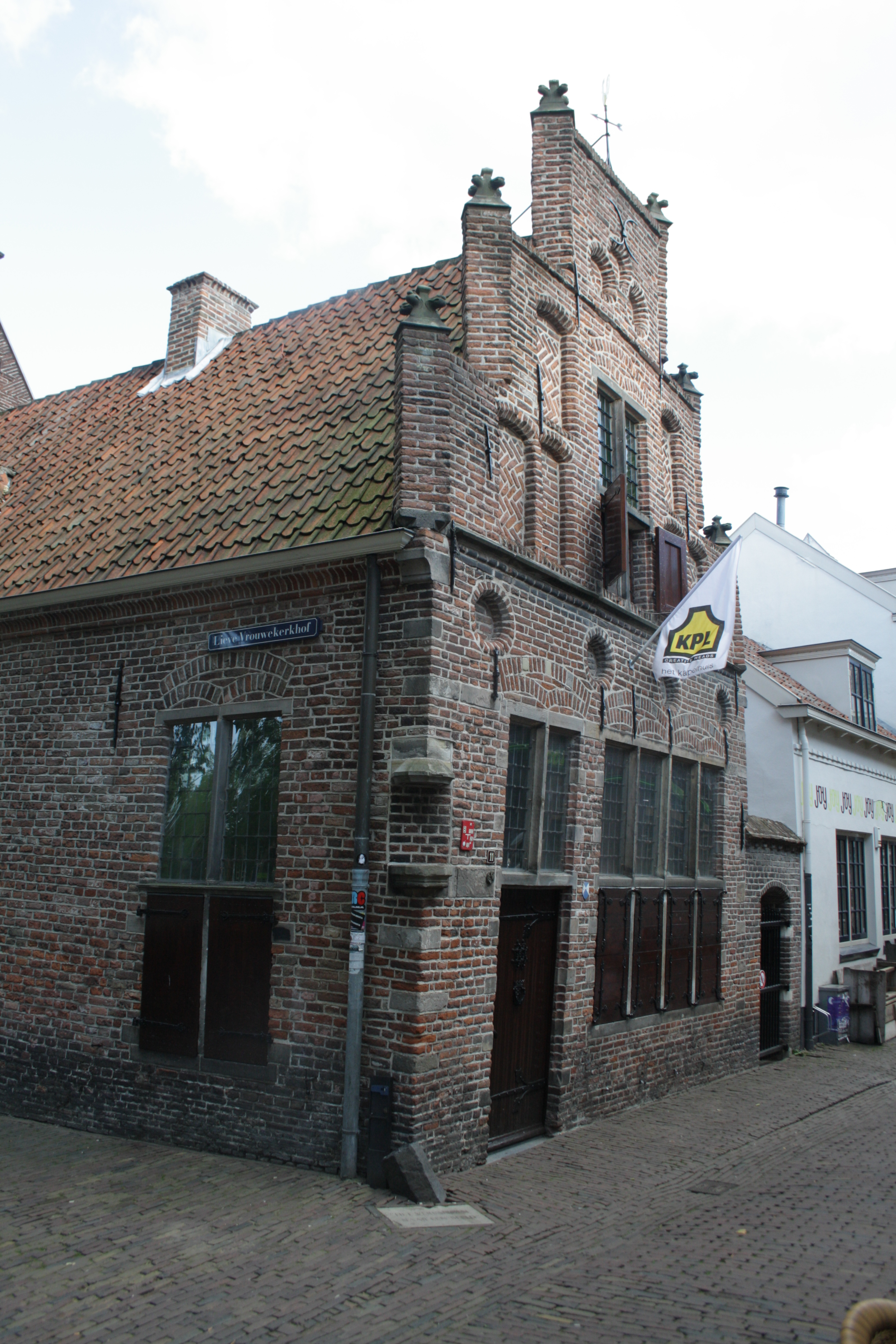
Kapelhuis, Krankeledenstraat 11 (rijksmonument)
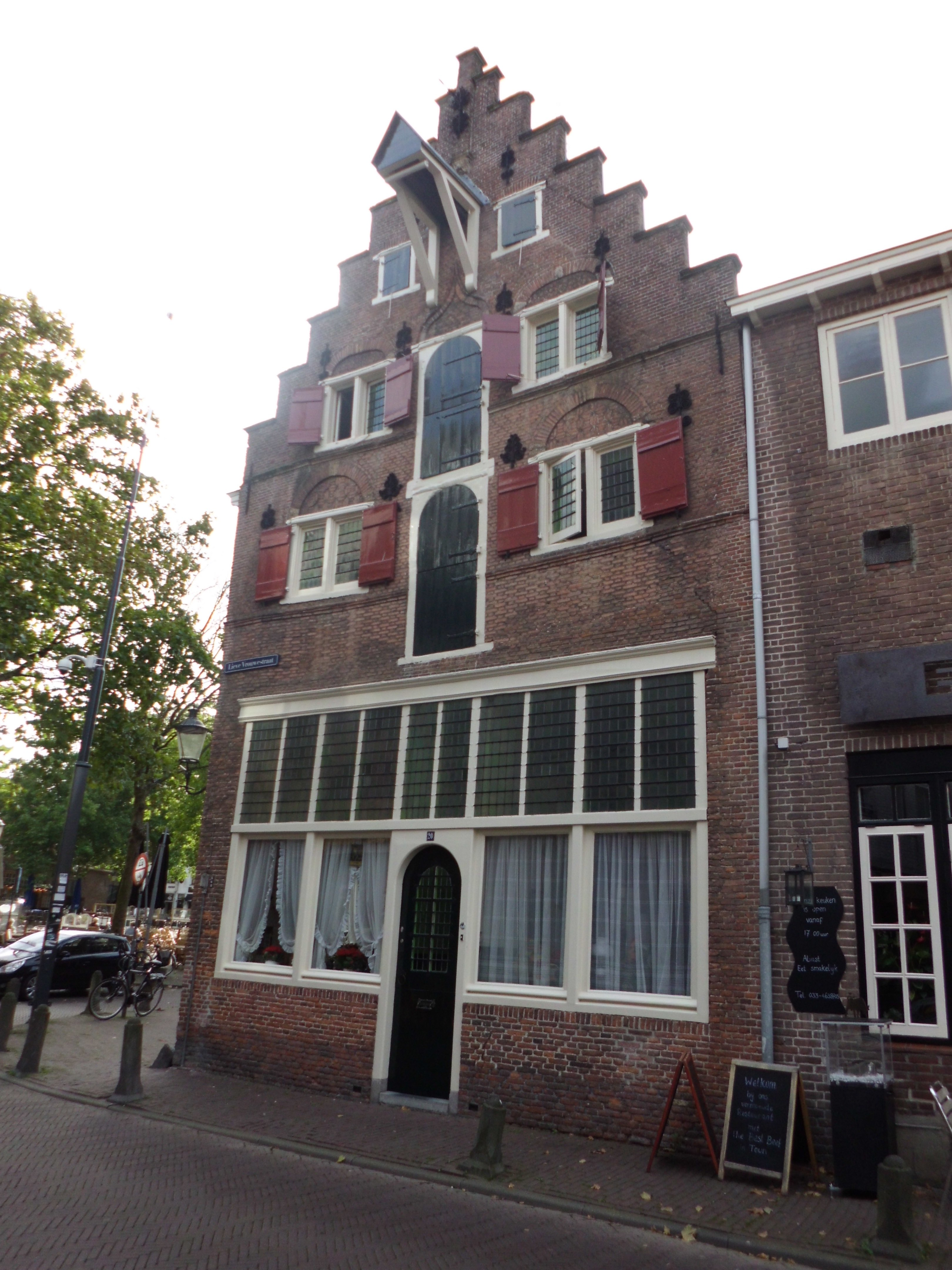
Pakhuis De Klok, Lieve Vrouwestraat 22 (rijksmonument)
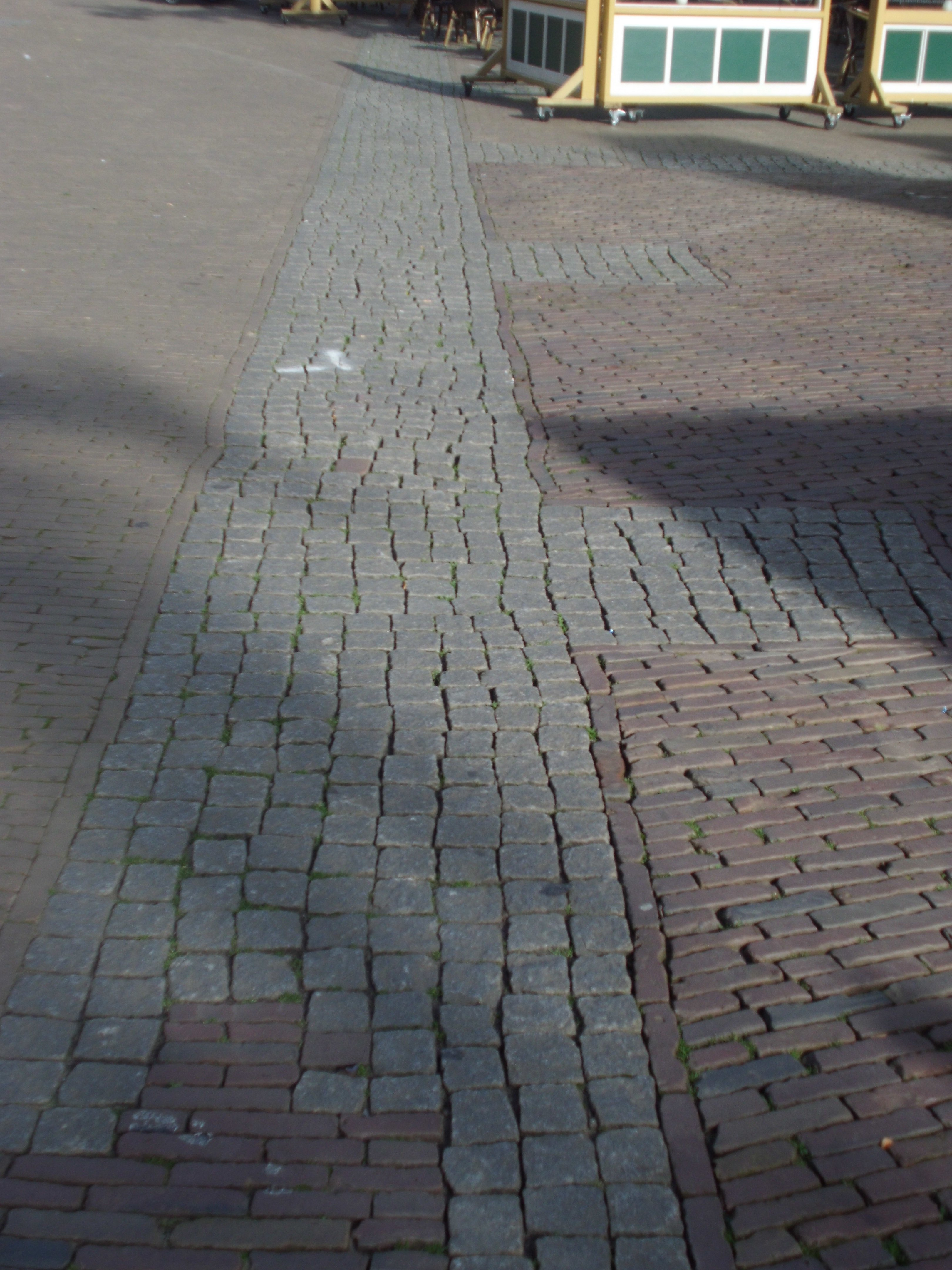
Markering van de fundering van de Onze-Lieve-Vrouwekerk (rijksmonument)